# حسین شکیبا نوبری
‌‌حسین شکیبا نوبری از سیاستمداران ایرانی بود، که در دوره‌های  بیست و یکم بعنوان نماینده تبریز  در مجلس شورای ملی حضور داشت. 
او از اعضای پارلمانی حزب ایران نوین بود. 